# Skulpturenweg Salzgitter-Bad

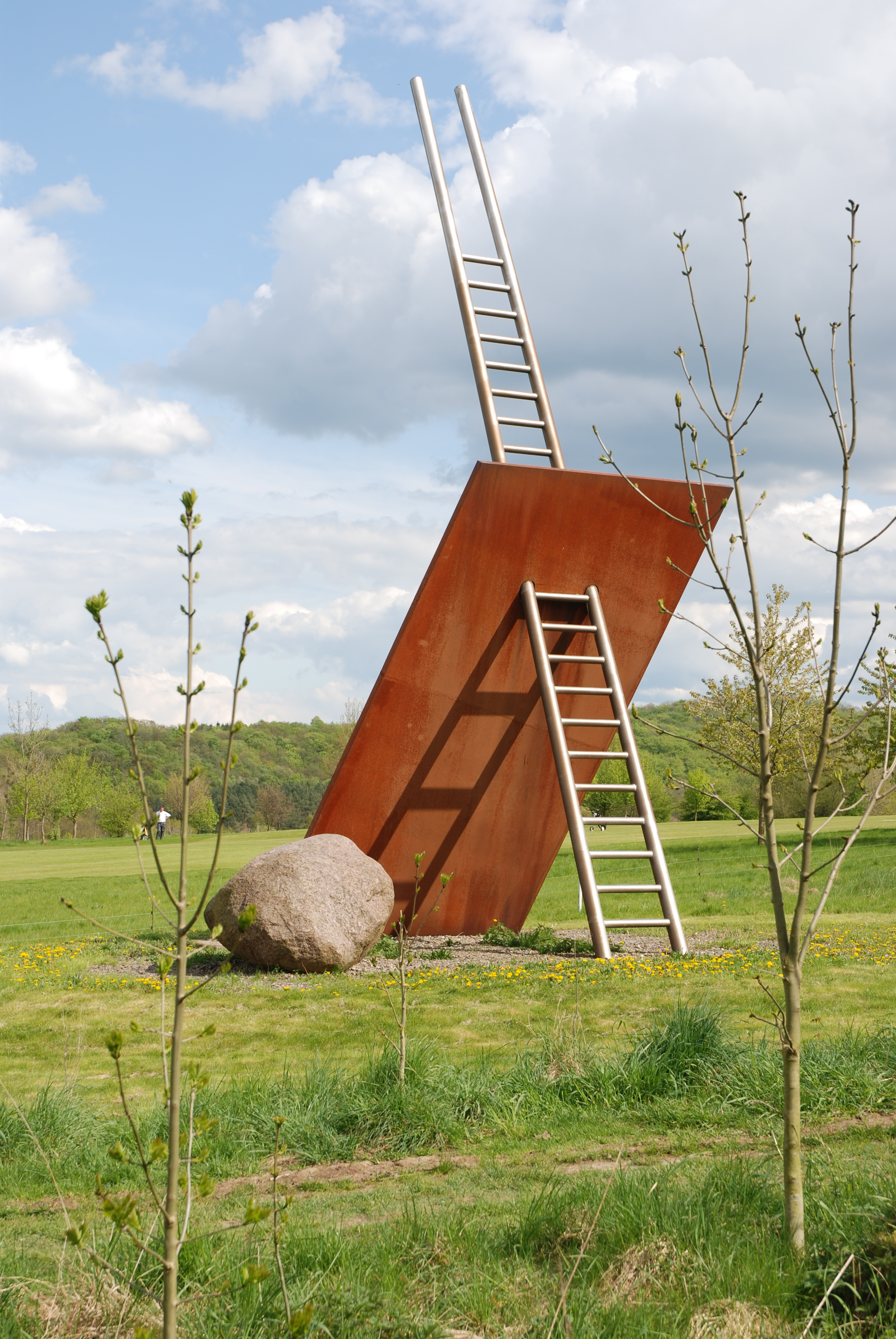
Jakobs stege av Gerd Winner, 2000

Skulpturenweg Salzgitter-Bad är ett skulpturstråk i Salzgitter-Bad, i södra delen av Salzgitter i Niedersachsen i Tyskland. Nio skulpturer finns vid golfbanan Mahner Berg, i Greifpark samt i närheten av Therminalsolbad. 
Skulpturstråket byggdes upp 1999-2009 efter ett förslag, som går tillbaka till 1928 och framfördes av målaren skulptören Otto Freundlich (1878-1943), konstprojektet Strasse des Friedens mellan Paris och Moskva.
Salzgitter är en stad som präglats av stålkoncernen Salzgitter AG och alla skulpturerna är också i stål. 

## Skulpturer
- Jean-Robert Ipoustéguy: Sonne, Mond, Himmel, 1999 52°02′20″N 10°23′59″Ö / 52.03887°N 10.39964°Ö
- Menashe Kadishman: Der Kuss, 1999 52°02′19″N 10°22′49″Ö / 52.03857°N 10.38028°Ö
- Leo Kornbrust: Kubus Offen, 2000 52°02′17″N 10°22′47″Ö / 52.03794°N 10.37980°Ö
- James Reineking: Glacier, 2000 52°02′25″N 10°22′43″Ö / 52.04016°N 10.37851°Ö
- Gerd Winner: Jakobsleiter, 2000) 52°02′11″N 10°23′55″Ö / 52.03628°N 10.39864°Ö
- Hiromi Akiyama: Shadow Dimensions, 2002 52°02′13″N 10°22′57″Ö / 52.03686°N 10.38242°Ö
- Franz Bernhard: Kopf, 2002 52°02′13″N 10°23′02″Ö / 52.03684°N 10.38398°Ö
- Alf Lechner: Auf Ab Auf, 2005-06 52°02′01″N 10°24′08″Ö / 52.03348°N 10.40232°Ö
- Ulrich Rückriem: Opus Magnum, 2009 52°02′44″N 10°23′48″Ö / 52.04550°N 10.39663°Ö

## Bildgalleri

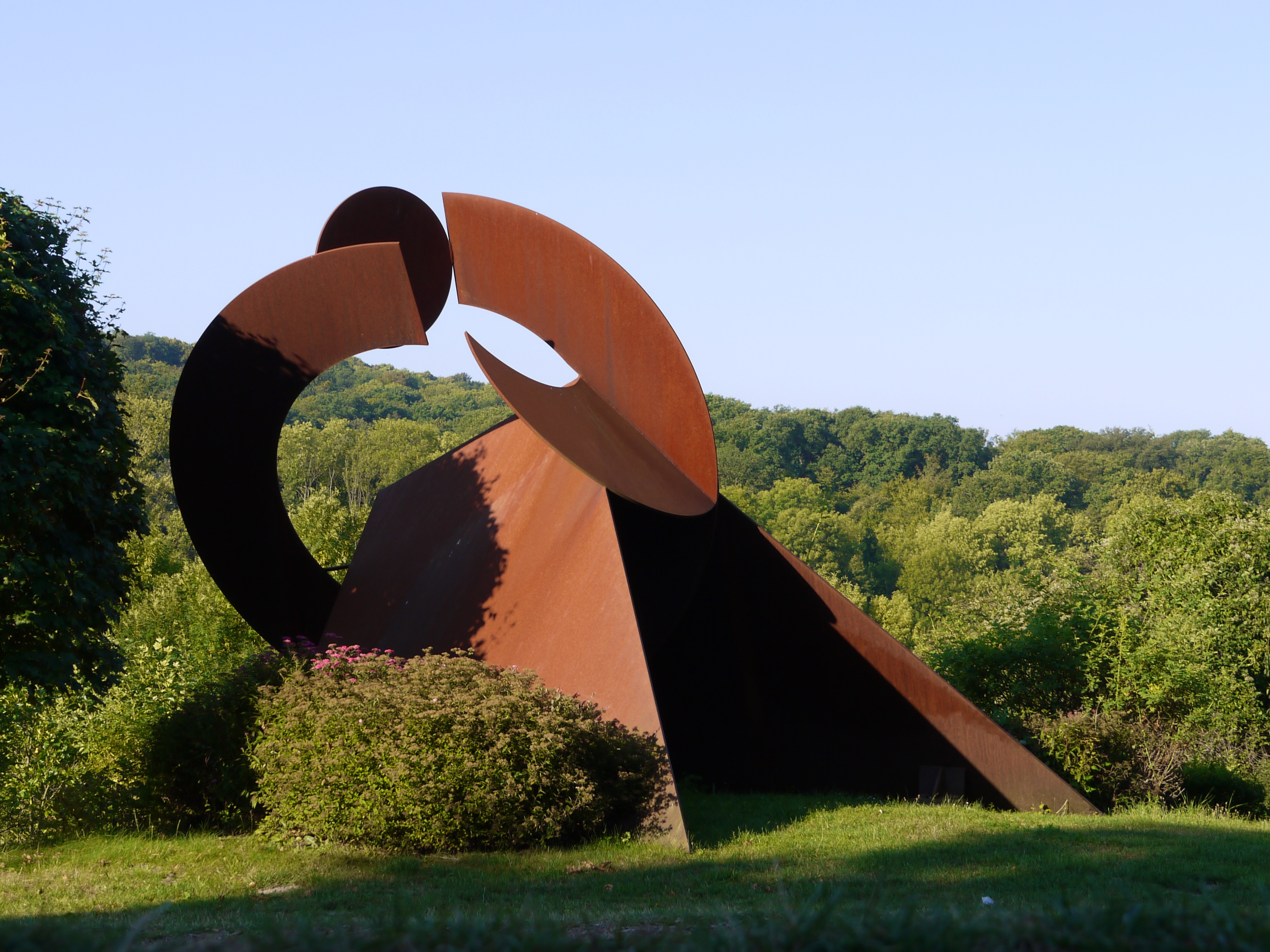
Sonne, Mond, Himmel av Jean-Robert Ipoustéguy
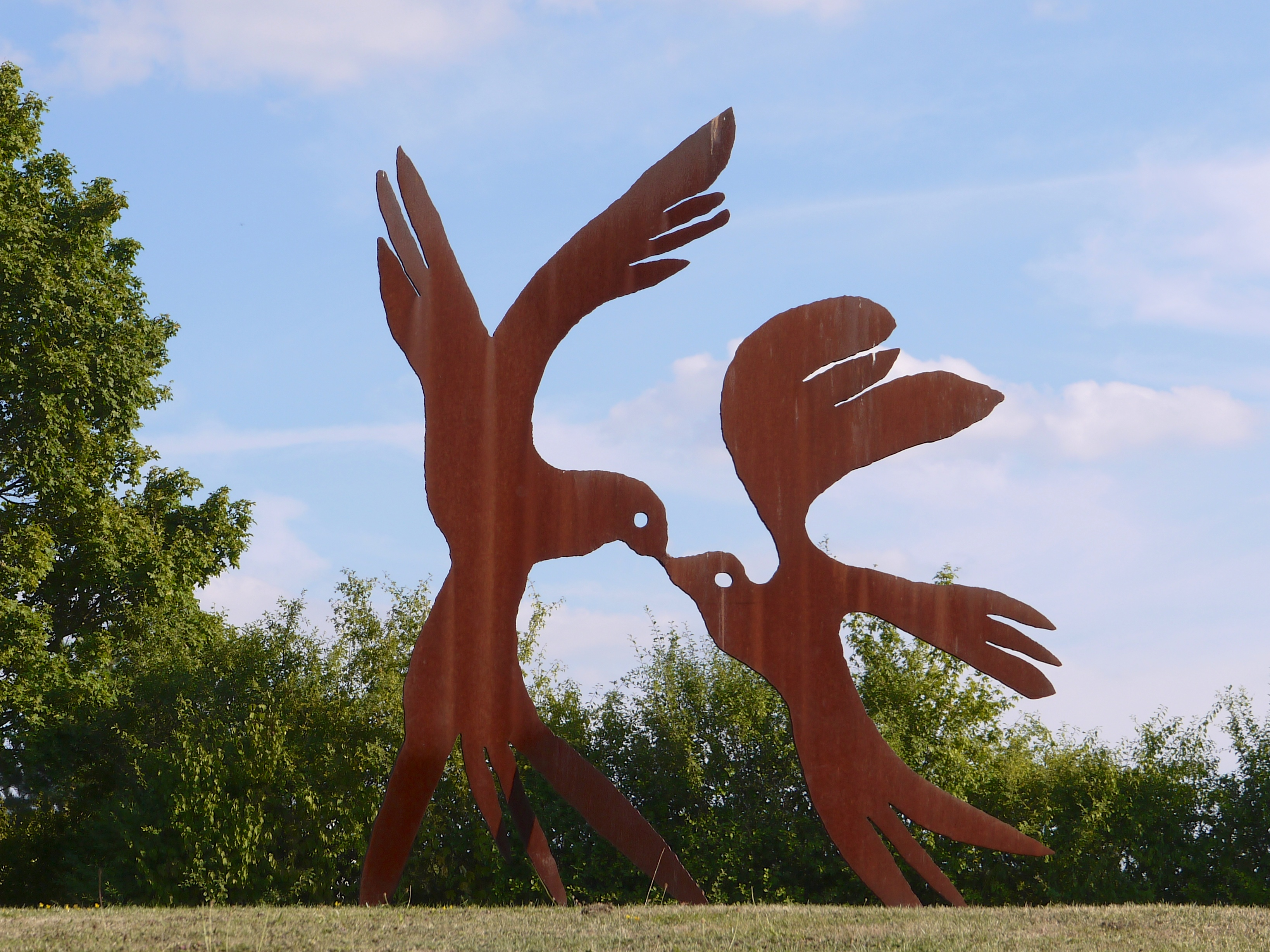
Der Kuss av Menashe Kadishman
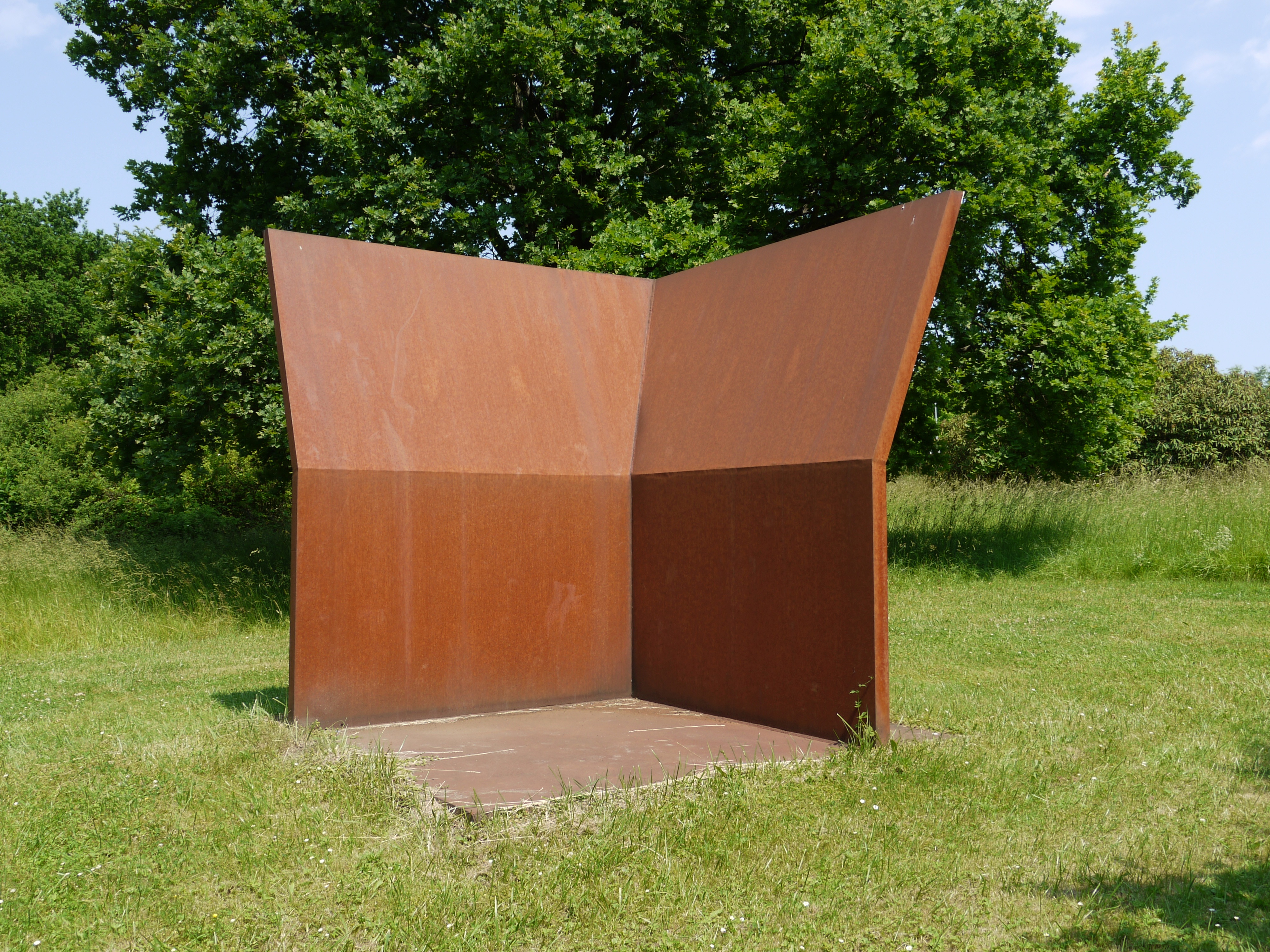
Kubus Offen av Leo Kornbrust
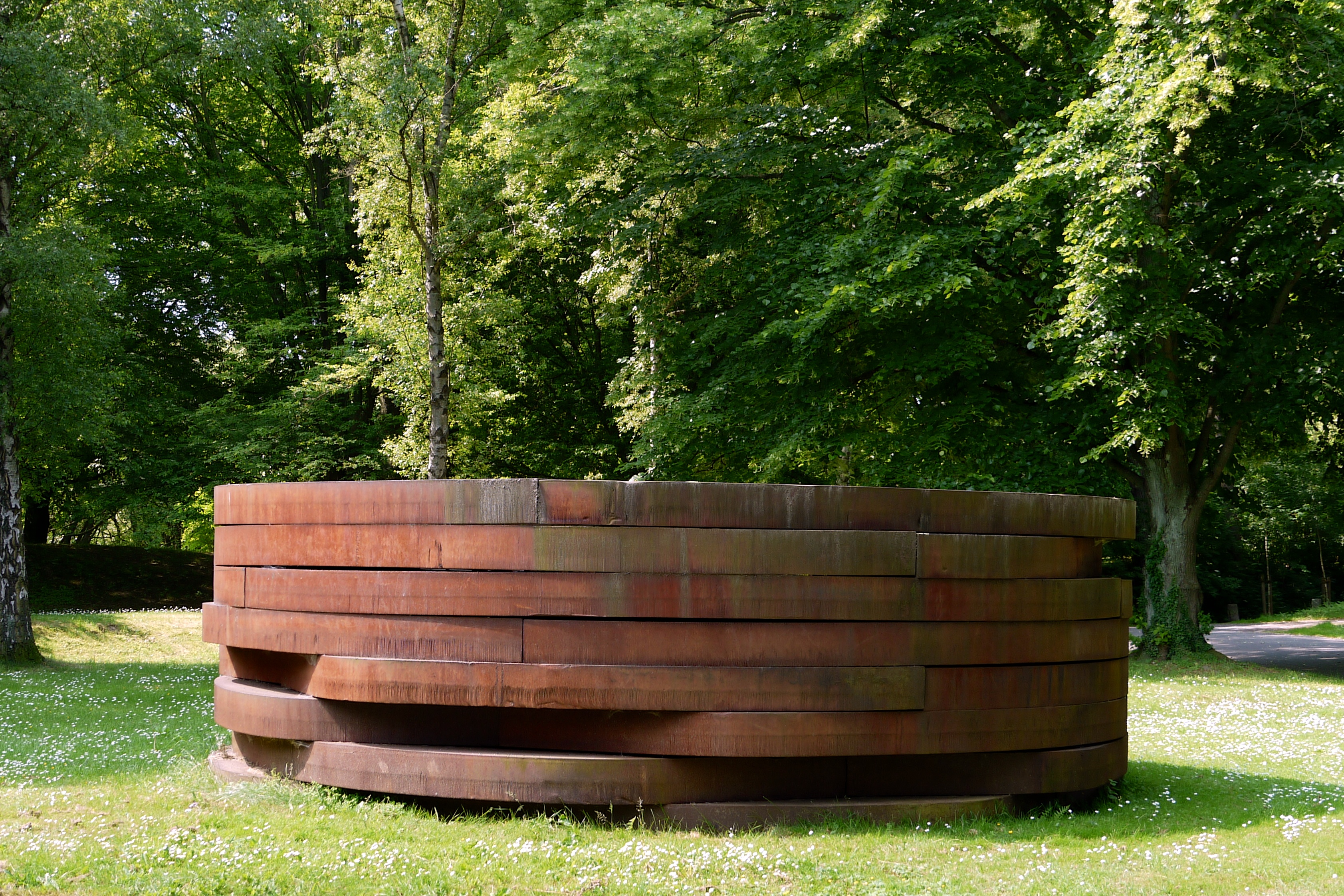
Glacier av James Reineking
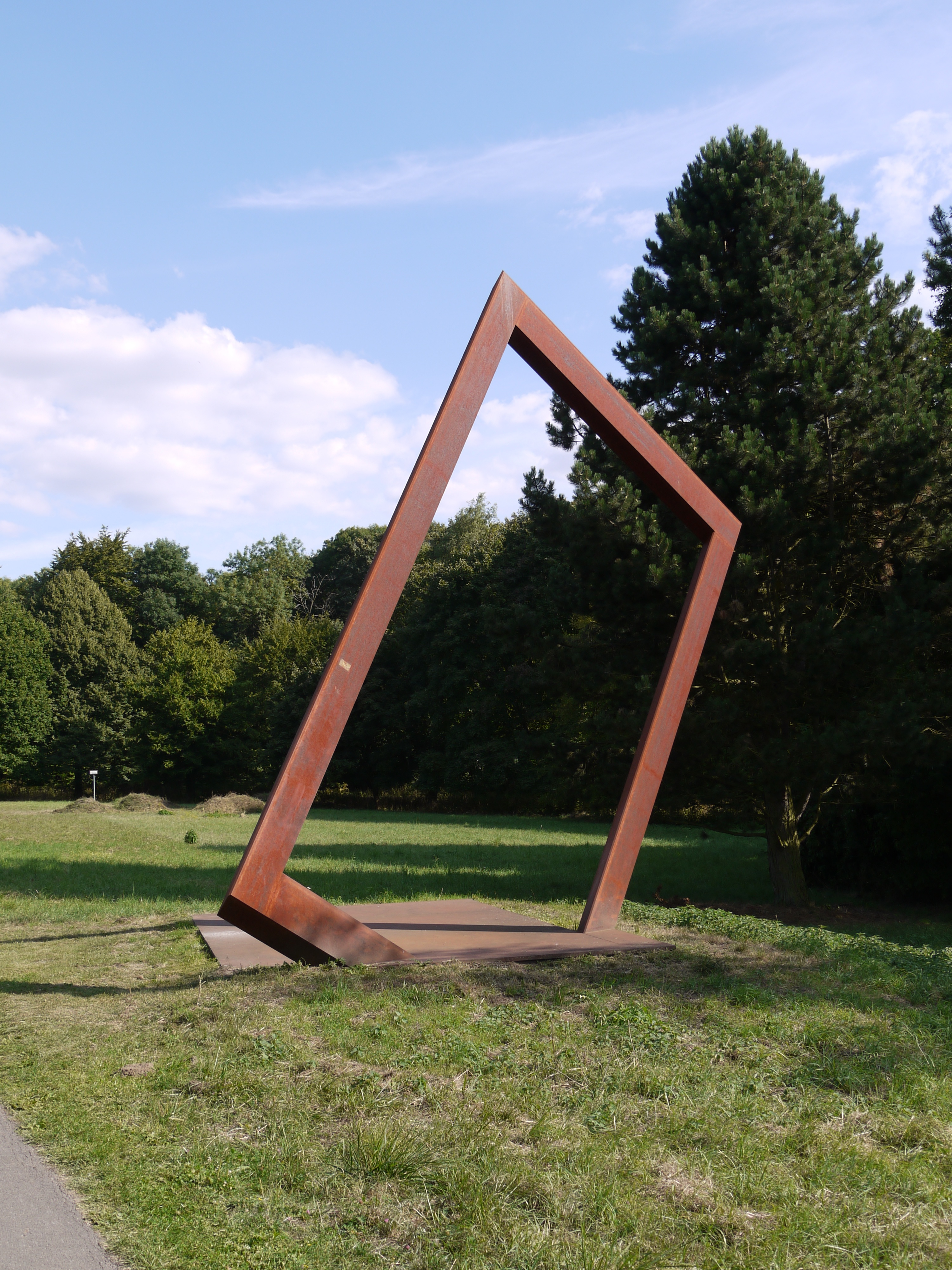
Shadow Dimensions av Hiromi Akiyama
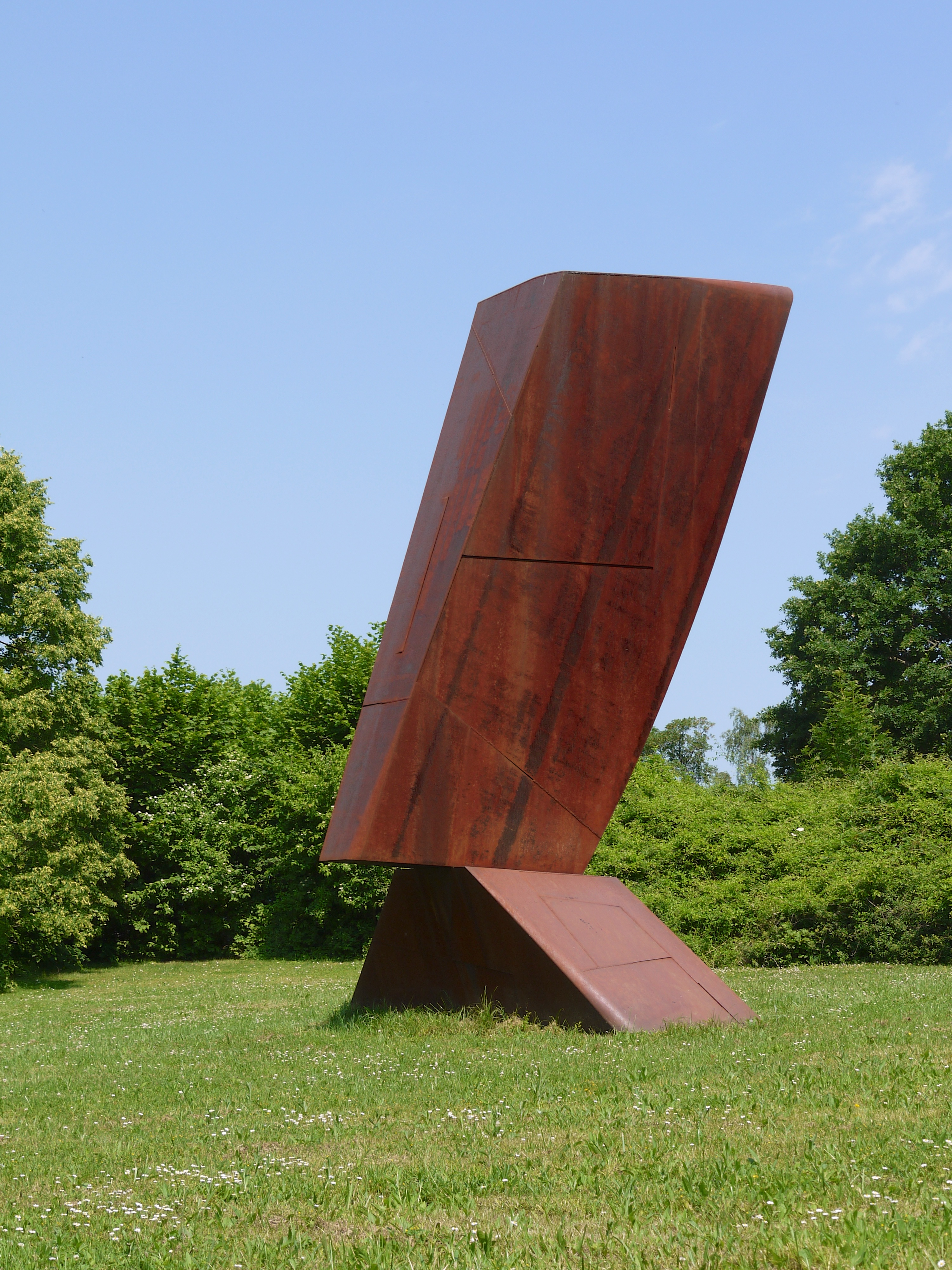
Kopf av Franz Bernhard
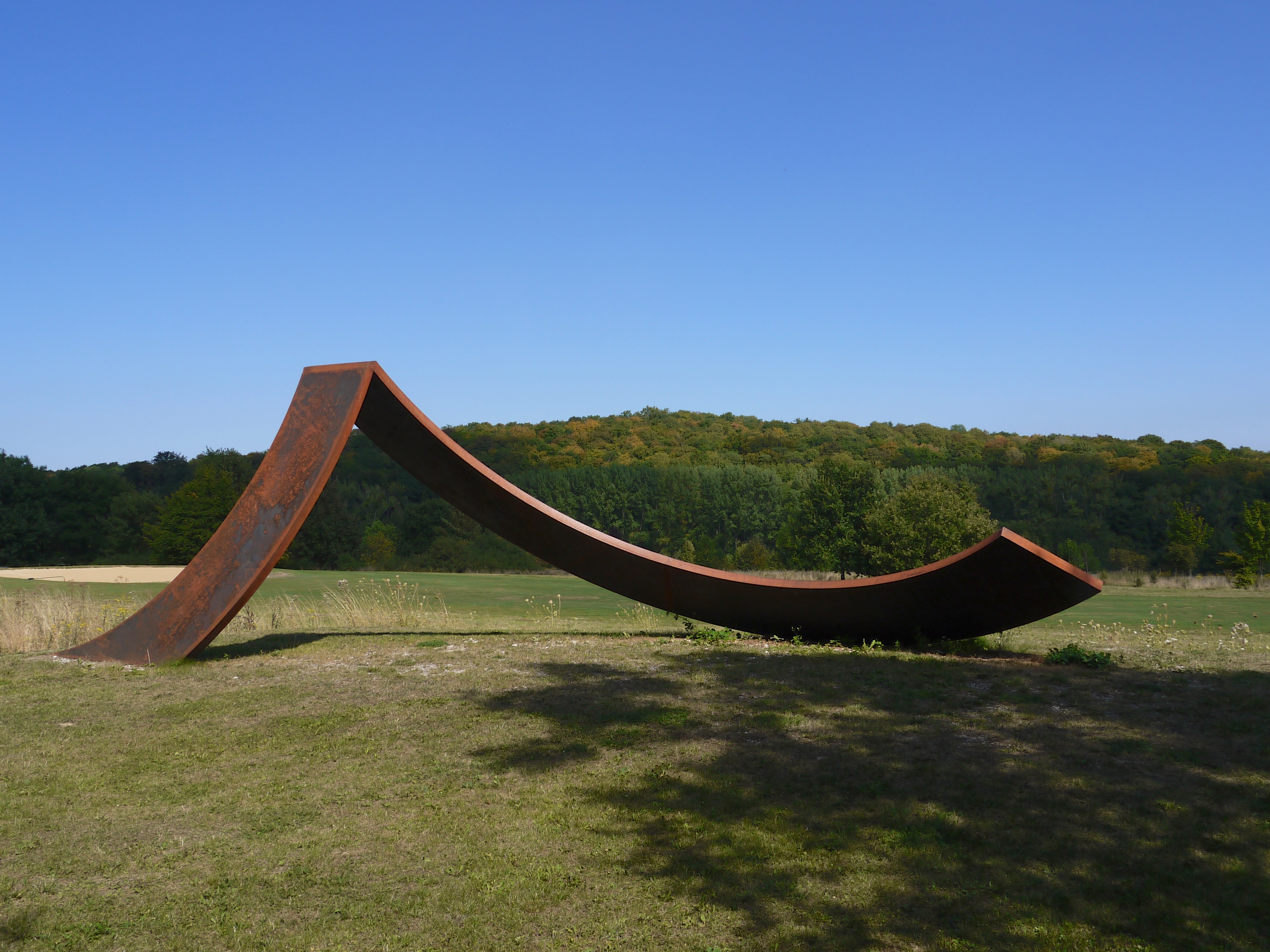
Auf Ab Auf av Alf Lechner
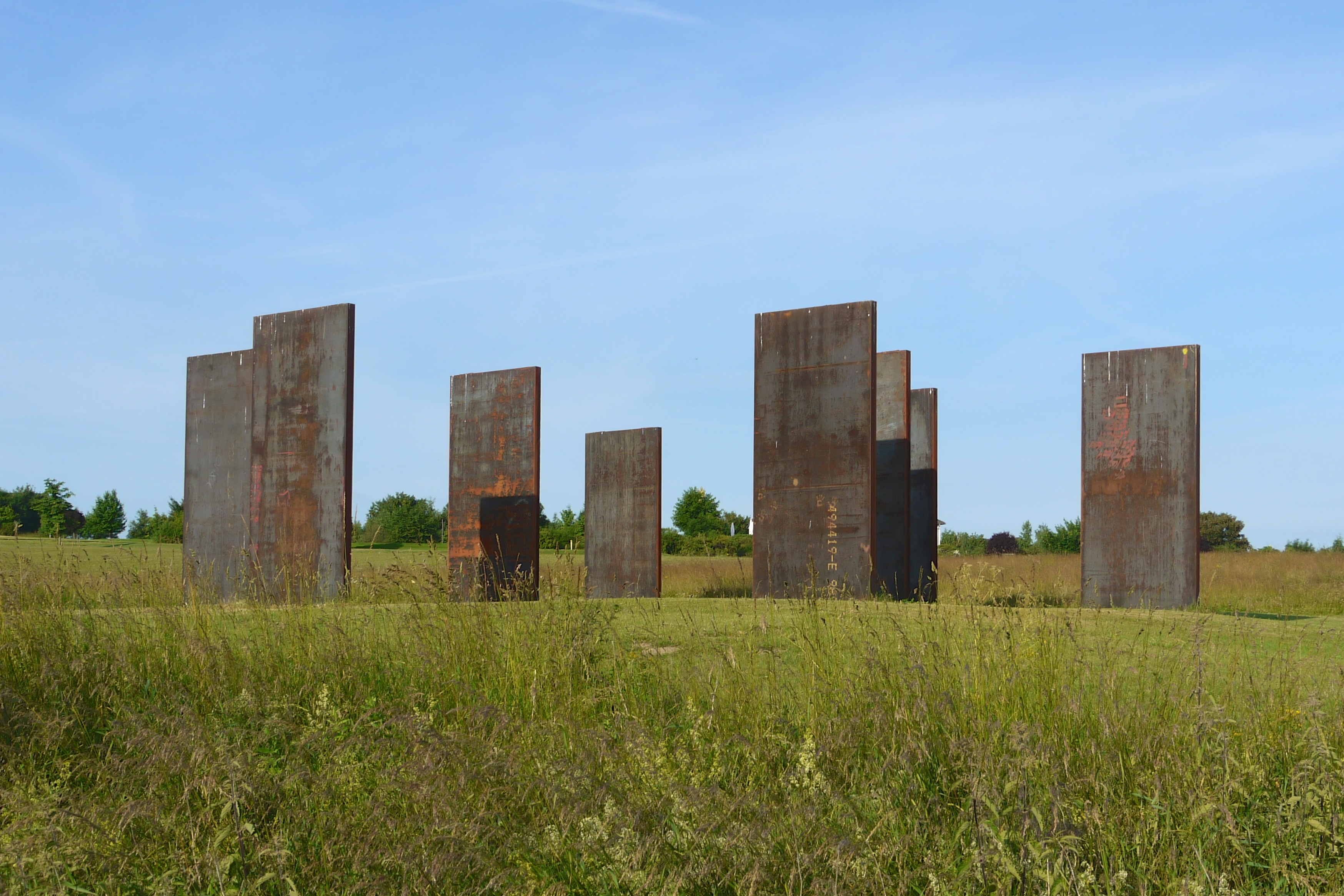
Opus Magnum av Ulrich Rückriem